# Zidov Dominik
Zidov Dominik, soprannominato "Akuma" (che in giapponese vuol dire diavolo) (1981), è un thaiboxer, kickboxer e artista marziale misto svizzero.

## Carriera nella kickboxing
Proveniente da Zurigo, Zidov diventa campione svizzero di sanda nel 2006 e di Muay Thai nel 2008.
Intanto, partecipa al torneo/reality show The Contender Asia e passa il primo turno, vincendo contro il singaporiano Kim Khan Zaki. Il 26 marzo, tuttavia, viene sconfitto e, conseguentemente, eliminato dal suo caro amico John Wayne Parr.
Ora si allena presso la Legacy Gym col suo manager, il lottatore danese Ole Baguio Laursen.

### Palmarès
- 2008 Campione Svizzero di Muaythai[3]
- 2006 Campione Svizzero di Sanda[3]

## Carriera nelle arti marziali miste
Dominik ha avuto anche una breve carriera nelle arti marziali miste con due incontri entrambi persi per KO.

### Risultati nelle arti marziali miste
| Risultato | Record | Avversario  | Metodo                | Evento                    | Data             | Round | Tempo | Città               | Note |
| --------- | ------ | ----------- | --------------------- | ------------------------- | ---------------- | ----- | ----- | ------------------- | ---- |
| Sconfitta | 0–2    | Adrian Pang | KO Tecnico (gomitate) | Evolution XX - The Legacy | 24 aprile 2010   | 1     | 0:13  | Chandler, Australia |      |
| Sconfitta | 0–1    | Guan Wang   | KO (pugni)            | AOW 9 - Fists of Fury     | 25 novembre 2007 | 1     | 0:13  | Pechino, Cina       |      |